# Микробиологические экспресс-тесты
Микробиологические экспресс-тесты - предназначены для качественного и количественного  определения микроорганизмов. 
Исследовать с помощью экспресс-тестов возможно различные среды (жидкие, густые, твердые, воздух), субстраты; смывы с поверхностей, рук персонала, сырья, продуктов и т.д.
Используются вместо стандартных чашек Петри и иных микробиологических тестов.
Их преимущество перед традиционными методами тестирования заключаются в простоте применения, дешевизне и быстроте получения результата.
При этом подготовка проб для последующего анализа проводится согласно ГОСТ 26669-85 (Продукты пищевые и вкусовые. Подготовка проб для микробиологических анализов).

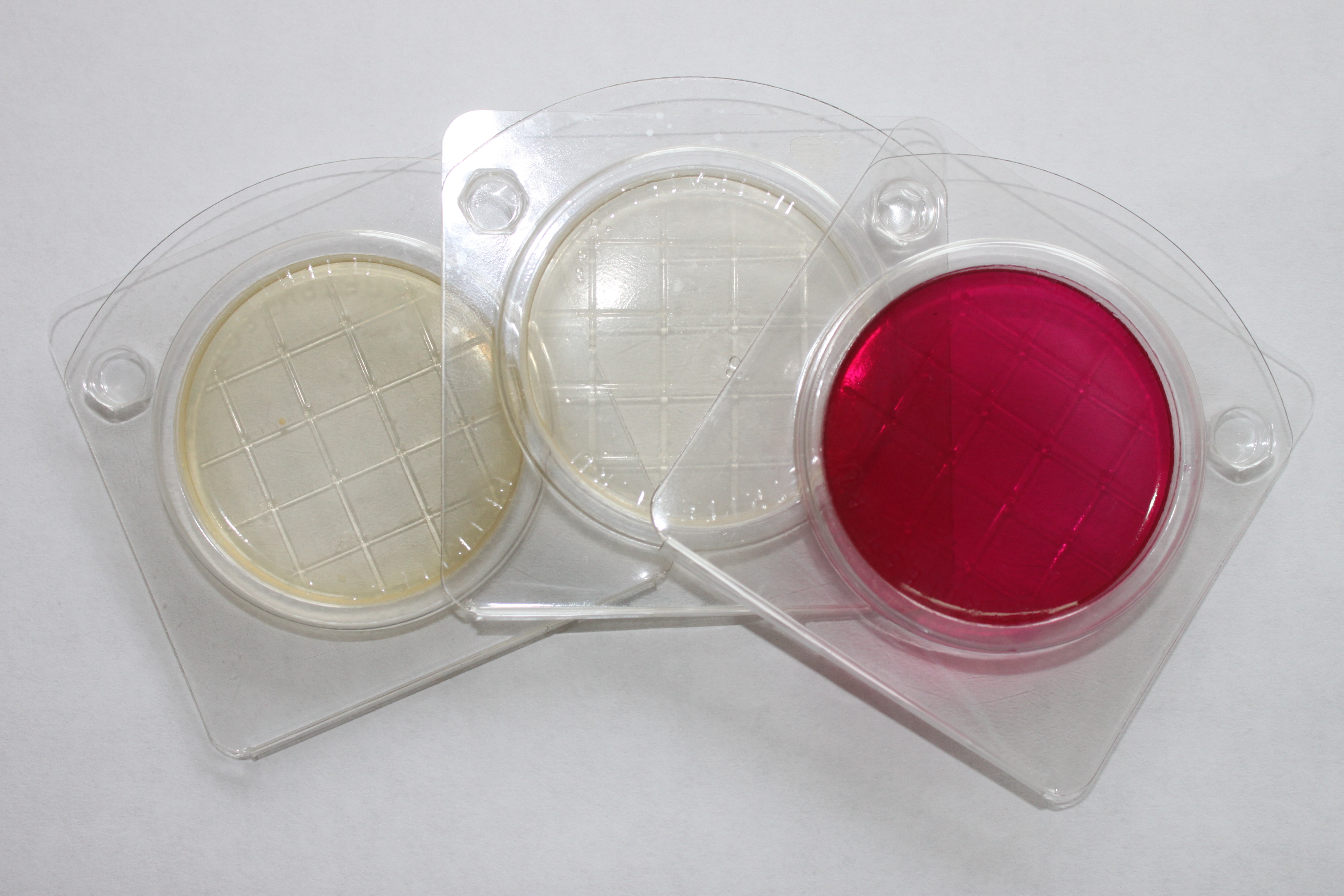
Тест-подложка

## Сфера применения
Пищевые производства, предприятия общественного питания, торговли, бытового обслуживания, дошкольные и школьные учреждения,  водоканалы, станции очистки и водоподготовки и пр.

## Виды
Существует 4 основных вида экспресс-тестов, у каждого своя сфера применения.
- Пластиковые тест-подложки с  питательными микробиологическими средами для экспресс-анализа
- Пластиковые контейнеры с питательными микробиологическими средами для экспресс-анализа
- Тест-салфетки  с питательными микробиологическими средами для экспресс-анализа
- Тест-полоски, пропитанные микробиологическими средами для экспресс-анализа

## Определяемые параметры
- Общее микробное число (ОМЧ/КМАФАнМ),
- Энтеробактерии (бактерии группы кишечной палочки или БГКП)
- Грибы (плесени) и дрожжи
- Сальмонеллы
- Стафилококк
- Листерии
- Молочнокислые бактерии
- Антибиотики в молоке